# 国际动物命名法规

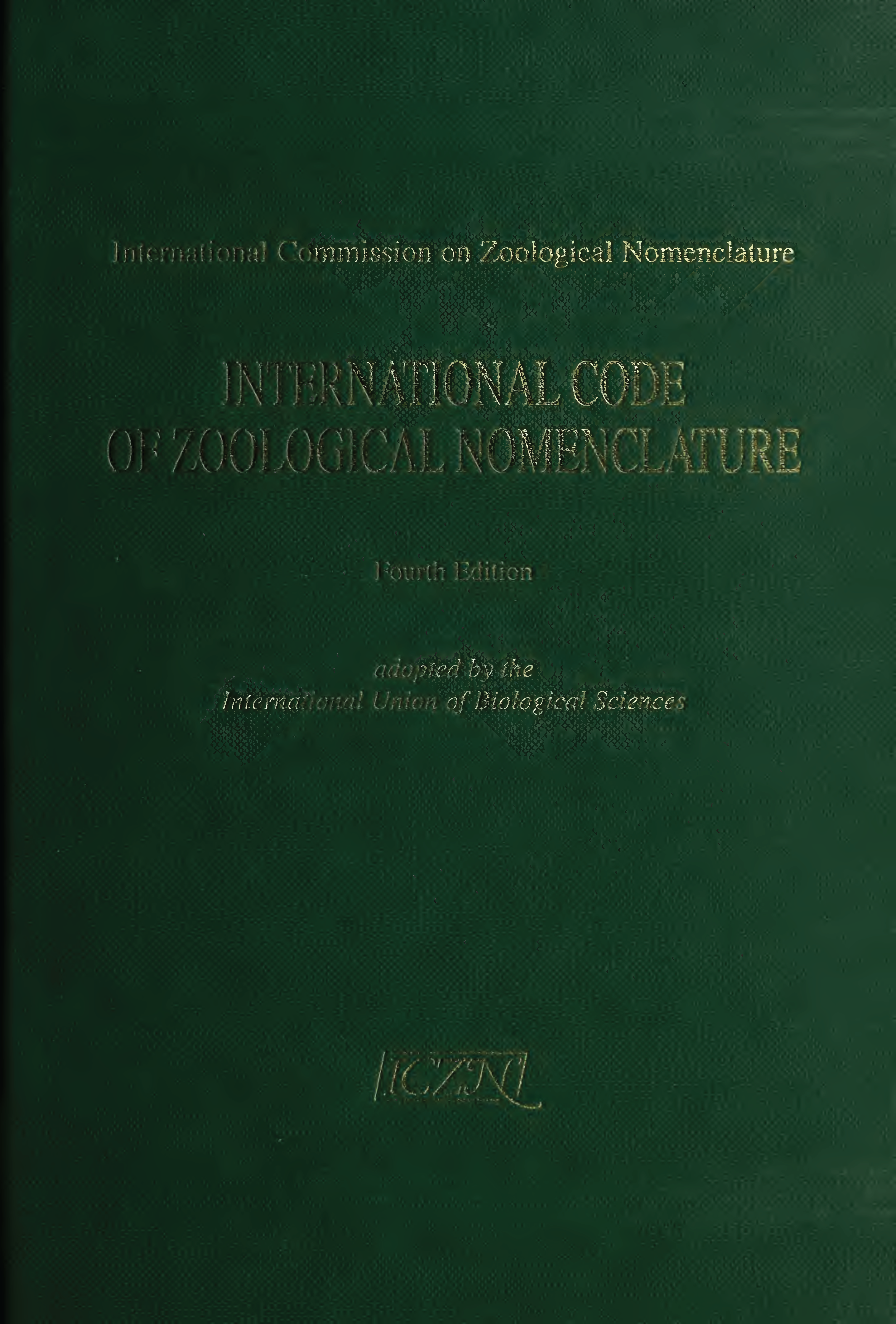
《国际动物命名法规》第4版封面

《国际动物命名法规》（缩写為 ）是一套用於规范动物的科學命名的国际性学术法規，由國際動物命名法委員會负责修订和解释。主要內容包括：动物界各分类阶元的學名命名原则、语法和作者认定，对同物异名、异物同名等特殊情況的处理方式，以及动物学家在命名物种和讨论物种命名过程中需要遵守的礼仪规范，同時規定了管理和仲裁动物命名的专门机构及其权力。
《国际动物命名法规》以英文和法文写成，被翻译成德文、意大利文、西班牙文、中文、日文、阿拉伯文等多種语言，但仅有英文和法文的版本具有实际效力，其他语言的版本仅为方便各国动物学者作为参考版本使用。

## 法规历史

### 背景
对动物的系统命名始于18世纪瑞典生物学家卡尔·林奈，1758年林奈发表《自然系统（第十版）》，书中首次提出将作者此前用于植物分类和命名的系统引入动物界，用拉丁文属名+种加词的方式对动物进行系统命名，此后二名法逐渐被國際學界所接受，成为对一切生物物种通用的学术命名方式。
自1758年以来，生物学有了长足的发展，人们对动物的认识不断深入，一方面对原已经认识的动物不断加深认知，另一方面发现了大量新的物种，整个动物分类系统的面貌发生了天翻地覆的变化。例如，最初林奈曾将昆虫纲同翅目头喙亚目的42种昆虫全部归为一个属，但到1930年之时，该亚目下已经有了约5000个属、30000个种。由于缺乏有效的管理和协调，动物的學名命名非常混乱，同物异名、异物同名等现象层出不穷，最初由林奈制定的简单的分类和命名规则已不能解决新出现的问题，因此需要编制更完善和更严谨的命名规则。在此背景下，19世纪下半叶在世界范围内出现了许多各国自行制定的命名规则，其中较知名的有：英国的 Strickland 规则（1842年）、美国的 Dall 规则（1877年）、法国动物学会规则（1881年）、德意志动物学会规则（1894年）、国际地质学会议关于动物化石命名的 Douvillé 规则（1881年）、美国鸟类学家协会关于鸟类命名的 A.O.U. 规则（1885年）。这些命名法规大多结构严谨，内容完善，但是相互独立使得它们不能有效解决国际动物学界面临的学名混乱问题。直到19世纪晚期，国际动物学界普遍认为需要有一部统一的世界性动物学名命名规则。

### 产生
1889年第一届国际动物学会议秘书长 Raphael Blanchard 教授在巴黎提出了第一套《国际动物命名规则》，在1892年莫斯科的第二届国际动物学会议上这套规则获得通过，在1895年莱顿的第三届国际动物学会议上，有人指责1889年规则过于法国中心，于是会议专门成立了由五个不同国籍的动物学家组成的国际动物命名法委员会来协调各方观点。由于意见不能统一，委员会成员逐步增加至十五人，并成为国际动物学会议的一个常设机构，直到1904年伯尔尼的第六届国际动物学会议上，由委员会提交的《国际动物命名规则》获得通过，在巴黎以法文发表。此后，国际动物学会议对这套规则进行了数次调整，直到1958年更加正规和严谨的《国际动物命名法规》取代了前者的地位。

### 修订
1958年，在伦敦召开的第十五届国际动物学会议通过了此前由国际动物命名法委员会主席 Bradley 提交的法规草案，至此，世界性的动物命名规则完成了“法国规则 → 国际动物命名规则 → 国际动物命名法规”的转变，以法规的形式稳定下来。此后，《国际动物命名法规》经历了四次修订，最近一次修订的版本在1997年经国际动物命名法委员会投票通过。
《国际动物命名法规》最初的执行解释和修订机构是国际动物学大会下设的国际动物命名法委员会，1972年在摩纳哥召开的第十七届国际动物学大会决定将原本定期召开的大会改为不定期召开，为保持《国际动物命名法规》修订工作的延续性，大会决定将自身对《国际动物命名法规》负有的责任和义务转交给国际生物科学联合会（IUBS），当前国际生物科学联合会下设的动物命名法委员会具体负责法规的解释与修订。

## 章节
《国际动物命名法规》共有90条，法规正文根据涉及的内容分为18章，此外还有两章附录。
法规的18个章节如下：
- I. 动物命名法（Zoological nomenclature）
- II. 动物学名中的字母数量（The number of words in the scientific names of animals）
- III. 出版标准（Criteria of publication）
- IV. 可用性标准（Criteria of availability）
- V. 发表日期（Date of publication）
- VI. 名称和命名行为的有效性（Validity of names and nomenclatural acts）
- VII. 名称的构成和订正（Formation and treatment of names）
- VIII. 科级分类单元及其名称（Family-group nominal taxa and their names）
- IX. 属级分类单元及其名称（Genus-group nominal taxa and their names）
- X. 种级分类单元及其名称（Species-group nominotypical taxa and their names）
- XI. 作者身份（Authorship）
- XII. 异物同名（Homonymy）
- XIII. 模式概念（The type concept in nomenclature）
- XIV. 科级内的模式（Types in the family group）
- XV. 属级内的模式（Types in the genus group）
- XVI. 种级内的模式（Types in the species group）
- XVII. 国际动物命名法委员会（The International Commission on Zoological Nomenclature）
- XVIII. 管理本法规的条例（Regulations governing this code）

两章附录分别为：
- 附录 A. 道德准则（Code of Ethics）
- 附录 B. 一般性建议（General Recommendations）

## 基本内容
1. 动物命名法应用于已知的现生种和已灭绝动物及其各级分类阶元的科学命名，涉及科、属、种、亞種和动物产物（如粪便、脚印等）。根据假想概念、畸形标本作出的命名和对亚种以下阶元（如变种、类型）及杂交种的命名不在动物命名法的应用范围之内。
2. 动物命名法作用于1758年1月1日以后正式发表的动物学名。
3. 种级以上分类阶元的学名由一个拉丁文单词构成，种的名称由属名＋种加词构成，亚种的名称由属名＋种加词＋亚种加词构成，当存在亞屬这一分类阶元时，亚属的名称可以通过属名＋(亚属名)＋种加词来体现，但是括号中的亚属名并不是动物学名的一个组成部分。
4. 发表于1931年以前的动物学名需满足动物命名法对于学名的一切语法要求（第 IV 章. 第11条），并需提供对该物种的描述、定义；发表于1930年以后的动物名称还需提供对该物种的描述并有附图；1950年以后发表的动物名称还必须署名发表；1960年以后发表的动物名称除满足以上所有条件外，还不得对一个变种或型命名。
5. 优先律是动物命名的原则，一个分类单元的学名应以最早发表者为准，除非该学名违背了命名法的规定而成为不可用的名称。当一个学名超过50年无人使用时则成为遗忘名，遗忘名不再享有动物命名的优先权；当某一分类单元被两个或多个作者同时以不同的学名发表时，以第一厘定者所选择的名称为准；当某物种的不同部分或某物种生活史上的不同形态被先后作为不同的物种予以不同的学名时，优先律同样有效，即选择最早的一个学名作为该物种的有效名称。
6. 对同名关系的处理遵循同名律，当两个物种的学名相同时，发表时间较晚的学名（即所谓次同名）应被废弃，以其他名称替代。同名关系根据产生的不同而分为原同名和后同名，原同名指最初发表时就出现的同名现象，后同名指的是某一物种发表后由于属级分类关系的改变而产生的同名。当后同名产生时，对发表时间较晚的后同名（次后同名）应以其他名称代替，若分类关系再次改变，则必须恢复其原先的种加词。
7. 模式（英文：type）是对于动物分类和命名非常重要的一个概念，是分类阶元的核心和命名的基础。种的模式是一个或一组标本，称为模式标本；属的模式是一个种，称为模式种，对于模式种的命名，命名法建议其种名使用 typicus 或者 typus；科的模式是一个属，称为模式属，科的命名须以模式属学名的词幹加上 -idae 的词尾构成，显然当一个科的模式属认定发生变化时，一个科的学名也随之发生变化。
8. 国际动物命名法委员会是由国际生物科学联合会授权专门处理动物命名法相关事务的常设机构，委员会的职责包括：向国际生物科学联合会提交《国际动物命名法规》的修改建议，对法规附则进行修改，编纂已被学界接受的命名索引，针对命名相关事务发表公告、意见、法规解释等文件。

## 延伸阅读
- 国际藻类、真菌和植物命名法规（英文：International Code of Nomenclature for algae, fungi, and plants，缩写：ICN）
- 國際原核生物命名法規（英文：International Code of Nomenclature of Prokaryotes，缩写：ICNP）
- 生物分類法
- 植物學名命名法
- 疑难名（拉丁文：nomen dubium）
- 裸名（拉丁文：nomen nudum）
- 遗忘名（拉丁文：nomen oblitum）